# Hatogaya
Hatogaya (鳩ヶ谷市?, Hatogaya-shi) era una città giapponese della prefettura di Saitama. L'11 ottobre del 2011, è stata inglobata nella città di Kawaguchi.
A tutto il 1º aprile del 2011, Hatogaya aveva una popolazione stimata di 61 781 abitanti, distribuiti su un'area di 6,22 km², per una densità di 9932,64 ab./km². Era stata fondata il 1º marzo del 1967.